# Приз Кларенса Кэмпбелла
Приз Клэренса Кэмпбелла (Clarence S. Campbell Bowl) — хоккейный приз, вручаемый чемпиону Западной конференции, то есть клубу, вышедшему в финал Кубка Стэнли НХЛ от Западной конференции.
Учреждён в 1968 году и назван в честь Кларенса С. Кэмбелла, президента НХЛ в период с 1946 по 1977 годы. В 1968—1974 годах трофей вручался по итогам регулярного сезона чемпиону Западного дивизиона. В 1975 году Западный дивизион получил имя Кэмпбэлла, и до 1981 года трофей вручался победителю регулярного чемпионата в одноименной конференции. С 1982 года награда стала вручаться по итогам плей-офф лучшей команде Конференции Кэмпбэлла. А в 1994 году конференция получила своё нынешнее название, и теперь трофей каждый год достается клубу, вышедшему в финал Кубка Стэнли от Западной конференции. Из-за упразднения конференций в сезоне 2020/21 обладатель трофея определялся в одной из полуфинальных пар плей-офф Кубка Стэнли, которым стал «Монреаль Канадиенс».
Сам приз представляет собой кубок из чистого серебра, произведенный британскими серебряных дел мастерами в 1878 году.
Список команд в разные годы получивших «Приз Кларенса Кэмпбелла»:
| год  | команда                |
| ---- | ---------------------- |
| 2025 | «Эдмонтон Ойлерз»      |
| 2024 | «Эдмонтон Ойлерз»      |
| 2023 | «Вегас Голден Найтс»   |
| 2022 | «Колорадо Эвеланш»     |
| 2021 | «Монреаль Канадиенс»   |
| 2020 | «Даллас Старз»         |
| 2019 | «Сент-Луис Блюз»       |
| 2018 | «Вегас Голден Найтс»   |
| 2017 | «Нэшвилл Предаторз»    |
| 2016 | «Сан-Хосе Шаркс»       |
| 2015 | «Чикаго Блэкхокс»      |
| 2014 | «Лос-Анджелес Кингз»   |
| 2013 | «Чикаго Блэкхокс»      |
| 2012 | «Лос-Анджелес Кингз»   |
| 2011 | «Ванкувер Кэнакс»      |
| 2010 | «Чикаго Блэкхокс»      |
| 2009 | «Детройт Ред Уингз»    |
| 2008 | «Детройт Ред Уингз»    |
| 2007 | «Анахайм Дакс»         |
| 2006 | «Эдмонтон Ойлерз»      |
| 2004 | «Калгари Флэймз»       |
| 2003 | «Анахайм Майти Дакс»   |
| 2002 | «Детройт Ред Уингз»    |
| 2001 | «Колорадо Эвеланш»     |
| 2000 | «Даллас Старз»         |
| 1999 | «Даллас Старз»         |
| 1998 | «Детройт Ред Уингз»    |
| 1997 | «Детройт Ред Уингз»    |
| 1996 | «Колорадо Эвеланш»     |
| 1995 | «Детройт Ред Уингз»    |
| 1994 | «Ванкувер Кэнакс»      |
| 1993 | «Лос-Анджелес Кингз»   |
| 1992 | «Чикаго Блэкхокс»      |
| 1991 | «Миннесота Норт Старз» |
| 1990 | «Эдмонтон Ойлерз»      |
| 1989 | «Калгари Флэймз»       |
| 1988 | «Эдмонтон Ойлерз»      |
| 1987 | «Эдмонтон Ойлерз»      |
| 1986 | «Калгари Флэймз»       |
| 1985 | «Эдмонтон Ойлерз»      |
| 1984 | «Эдмонтон Ойлерз»      |
| 1983 | «Эдмонтон Ойлерз»      |
| 1982 | «Ванкувер Кэнакс»      |
| 1981 | «Нью-Йорк Айлендерс»   |
| 1980 | «Филадельфия Флайерз»  |
| 1979 | «Нью-Йорк Айлендерс»   |
| 1978 | «Нью-Йорк Айлендерс»   |
| 1977 | «Филадельфия Флайерз»  |
| 1976 | «Филадельфия Флайерз»  |
| 1975 | «Филадельфия Флайерз»  |
| 1974 | «Филадельфия Флайерз»  |
| 1973 | «Чикаго Блэкхокс»      |
| 1972 | «Чикаго Блэкхокс»      |
| 1971 | «Чикаго Блэкхокс»      |
| 1970 | «Сент-Луис Блюз»       |
| 1969 | «Сент-Луис Блюз»       |
| 1968 | «Филадельфия Флайерз»  |